# Haval H6

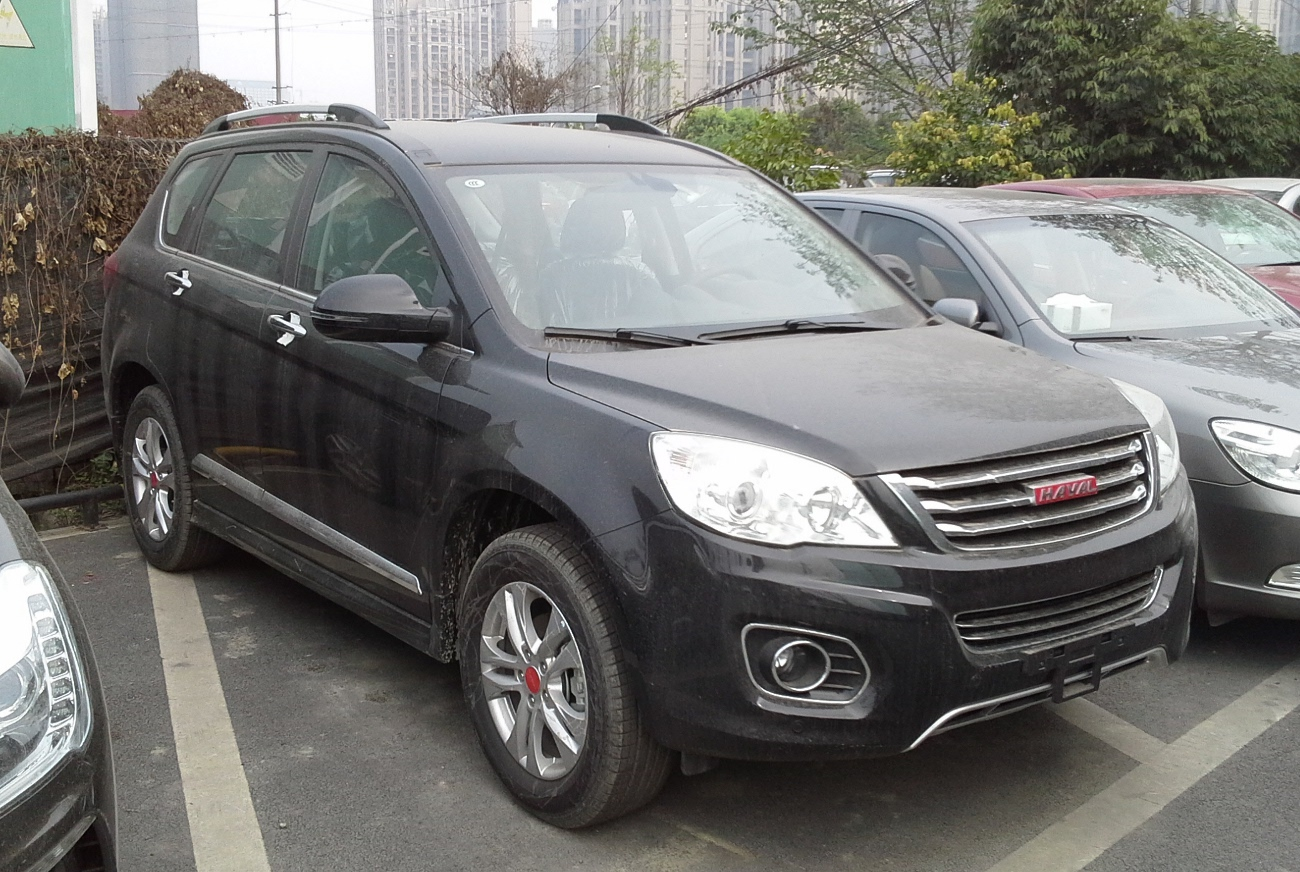
Первое поколение.

Haval H6 — среднеразмерный кроссовер, выпускаемый с 2011 года компанией Haval — подразделением китайского автопроизводителя Great Wall Motors.
До выделения в 2015 году бренда Haval в отдельное подразделение модель выпускалась как Great Wall Hover H6.

## История
Модель была представлена на Автосалоне в Шанхае в 2011 году. Производство было начато на новом заводе компании в Тяньцзине.
В 2011 году эта модель фактически стала первым опытом компании Great Wall Motors по созданию безрамных кроссоверов: раньше она выпускала только рамные внедорожники или компактные паркетники на базе легковых автомобилей.
Уже через четыре года — в ноябре 2015-го — с конвейера сошёл миллионный Haval H6.
В 2016 году — самый продаваемый кроссовер в Китае — реализовано 580 тысяч единиц модели.
На 2017 год — самая массовая модель бренда — на «шестёрку» приходится более 60 % продаж марки.
В 2017 году вышло второе поколение, однако, выпуск первого поколения не прекратился — он занял место в линейке в качестве бюджетной модели.
В августе 2020 года на рынок Китая вышло третье поколение модели, которое весной 2024 года прошло рестайлинг.

## Первое поколение(2011)
Длина — 4649 мм, ширина — 1852 мм, высота — 1727 мм, база 2680 мм.
Привод — передний или полный с муфтой в приводе задних колёс.

### Оценки
В обзоре итальянского журнала «Al Volante», модель была высоко оценена за удобный и просторный интерьер, богатый запас функций, и низкую цену по сравнению с европейскими, корейскими и японскими конкурентами. Но в то же время подверглась критике за относительно вялую коробку передач, отсутствие мощности от дизельного двигателя на низких оборотах, плохую обзорность заднего стекла и жёсткий пластик, используемый в приборной панели.
Журнал «За рулём» назвав недостатками модели слабую изоляцию от моторных шумов, высокую вибронагруженность, отметил, что в лице модели Haval H6 «китайский автопром шагнул ещё на пару шагов вперёд»:

Мир для меня уже не будет прежним — Haval H6 стал первым китайским автомобилем, который вызвал у меня положительные эмоции. Да, он не лишён недостатков. Но ни один из них я не могу назвать серьёзным. При этом H6 по-китайски щедро сдобрен опциями.— Александр Виноградов, Журнал «За рулём», 2017 год
| Год  | Продано, шт. |
| ---- | ------------ |
| 2017 | 1434         |
| 2018 | 2300         |
| 2019 | 6378         |
| 2020 | 2090         |

## Второе поколение (2017)
Haval H6 (Хевел Н6) – переднеприводной кроссовер класса «К2». Премьера автомобиля прошла осенью 2017 года на автошоу в Гуанчжоу.

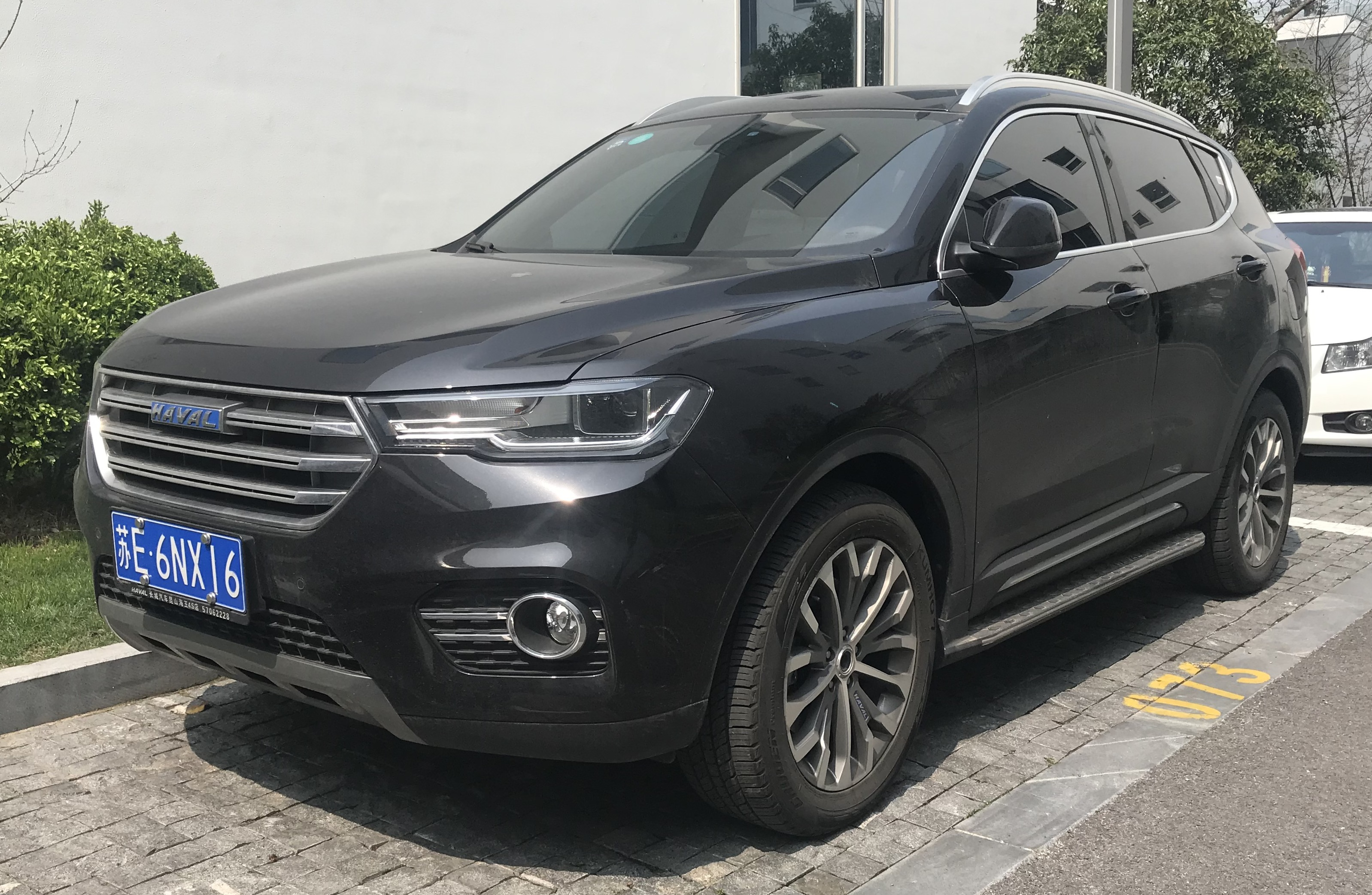
Второе поколение, Blue Label. Спереди.

Китайский кроссовер с интересной приставкой Blue Label, в отличие от «красной» версии, позиционирует себе как более «спортивный» вариант. При этом дизайн двух версий хоть и схож между собой, определённые стилистические отличия (меньшая радиаторная решётка, иное оформление бамперов, другая форма патрубков выхлопной системы) всё-таки присутствуют. При этом, несмотря на одинаковую колёсную базу в 2680 мм, автомобиль слегка прибавил в длине - 4649 мм, что на 49 мм больше чем у Red Label.

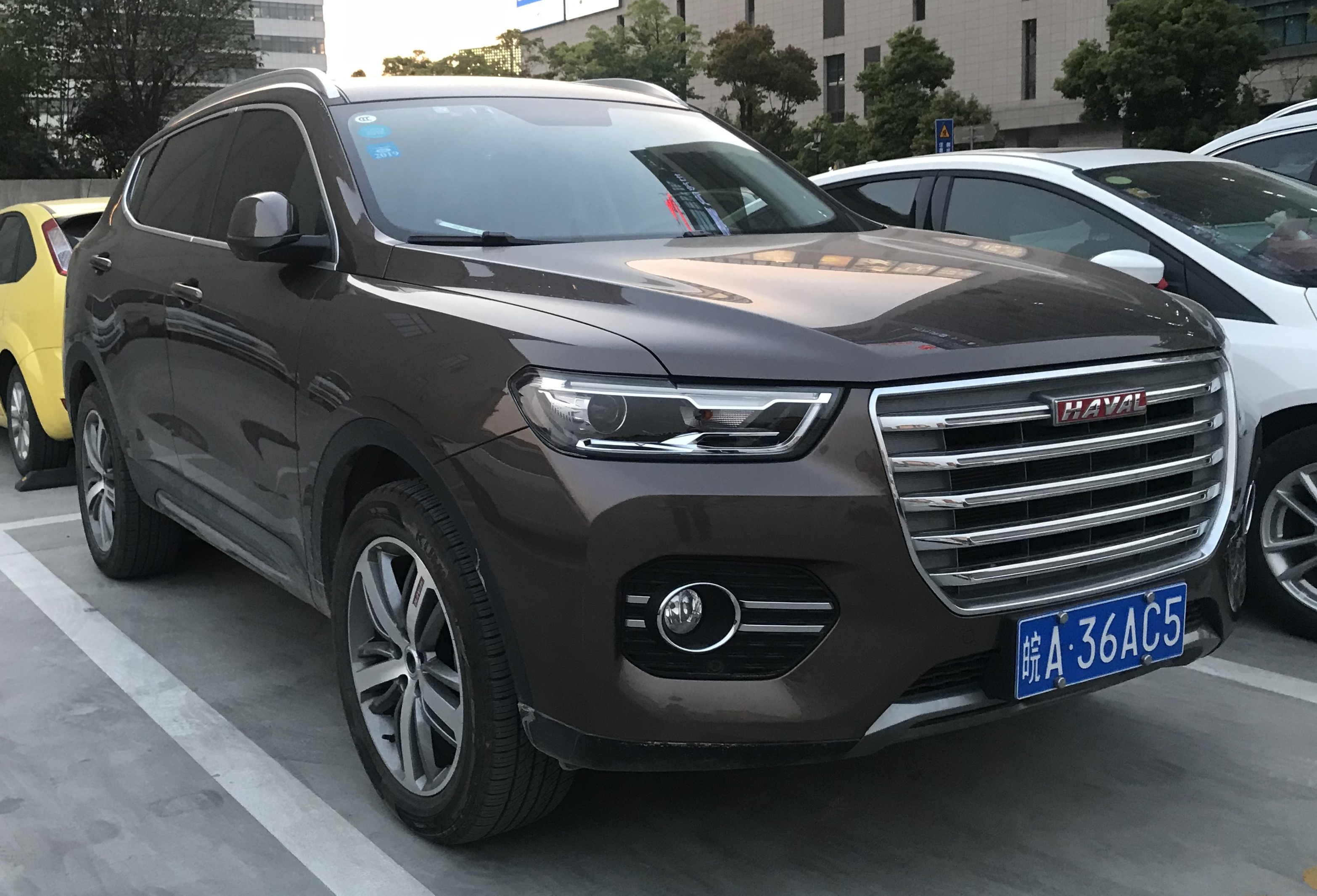
Второе поколение, Red Label.

 Что же до внутреннего убранства, то отличить исполнения «шестёрки» практически невозможно. Здесь всё та же виртуальная приборная панель диагональю 12,3-дюйма, всё та же форма переднего воздуховода пролегающего по всей передней панели. Даже форма сидений и рулевого колеса осталась без изменений. Единственной отличительной особенностью будет 8-дюймовый экран мультимедийной системы в версии Blue, тогда как в Red он имеет диагональ в 9-дюймов.
В базовой комплектации автомобиля имеются шесть подушек безопасности, климат-контроль, бесключевой доступ с кнопкой запуска двигателя, электрорегулировка водительского сиденья и камера заднего вида.

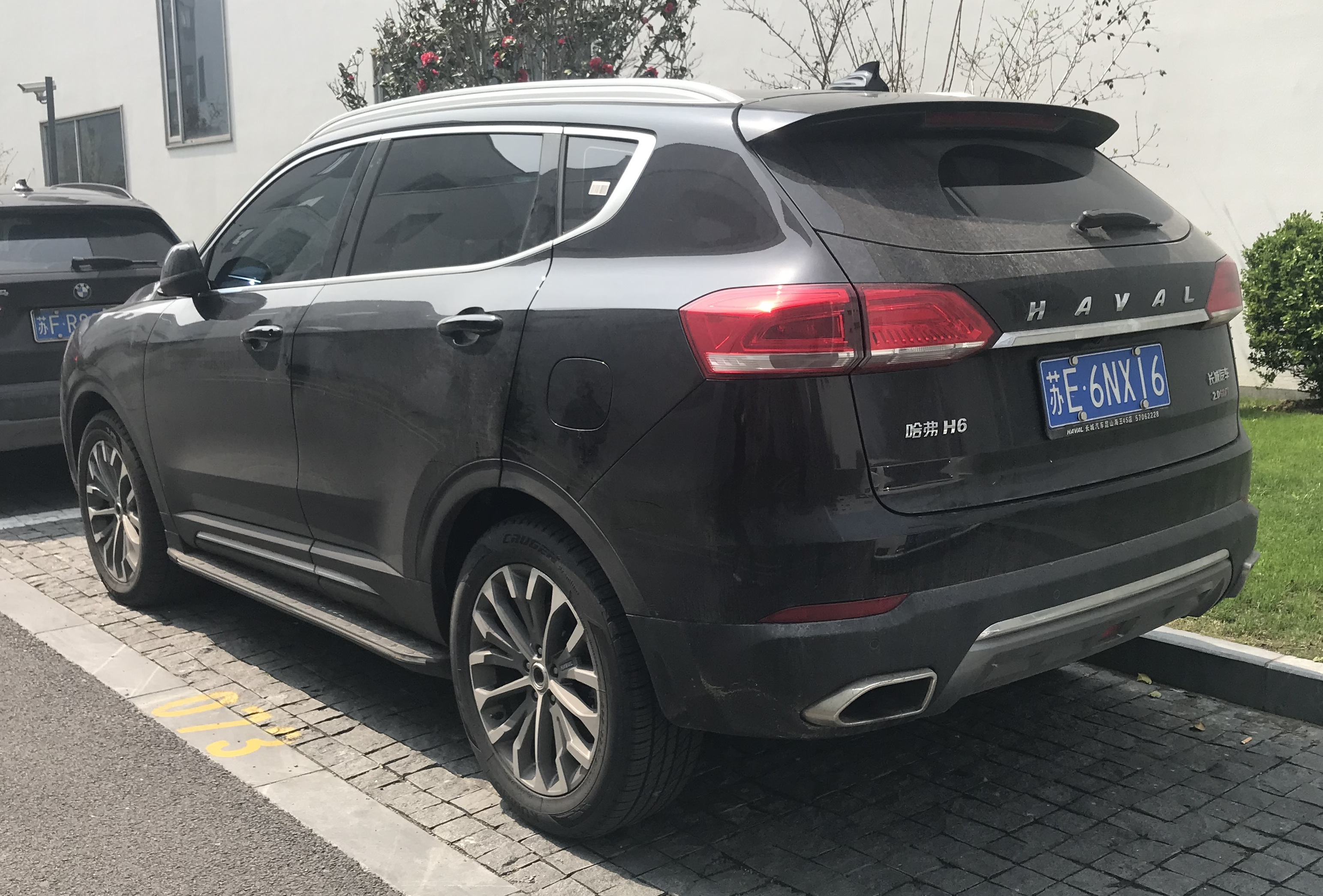
Второе поколение, Blue Label. Сзади.

Под капотом Н6-й в исполнении Blue Label имеются два бензиновых турбомотора объёмом 1,5-литра, развивающим 163 л.с. мощности и имеющий 280 Нм крутящего момента, а также 2.0-литра, развивающим 190 л.с. мощности и имеющий 340 Нм крутящего момента. Работать двигатели могут в паре с 7-ступенчатым «роботом» с двойным мокрым сцеплением.
Длина — 4610 мм, ширина — 1860 мм, высота — 1720 мм, база 2680 мм.
Привод — передний

## Третье поколение (2020)

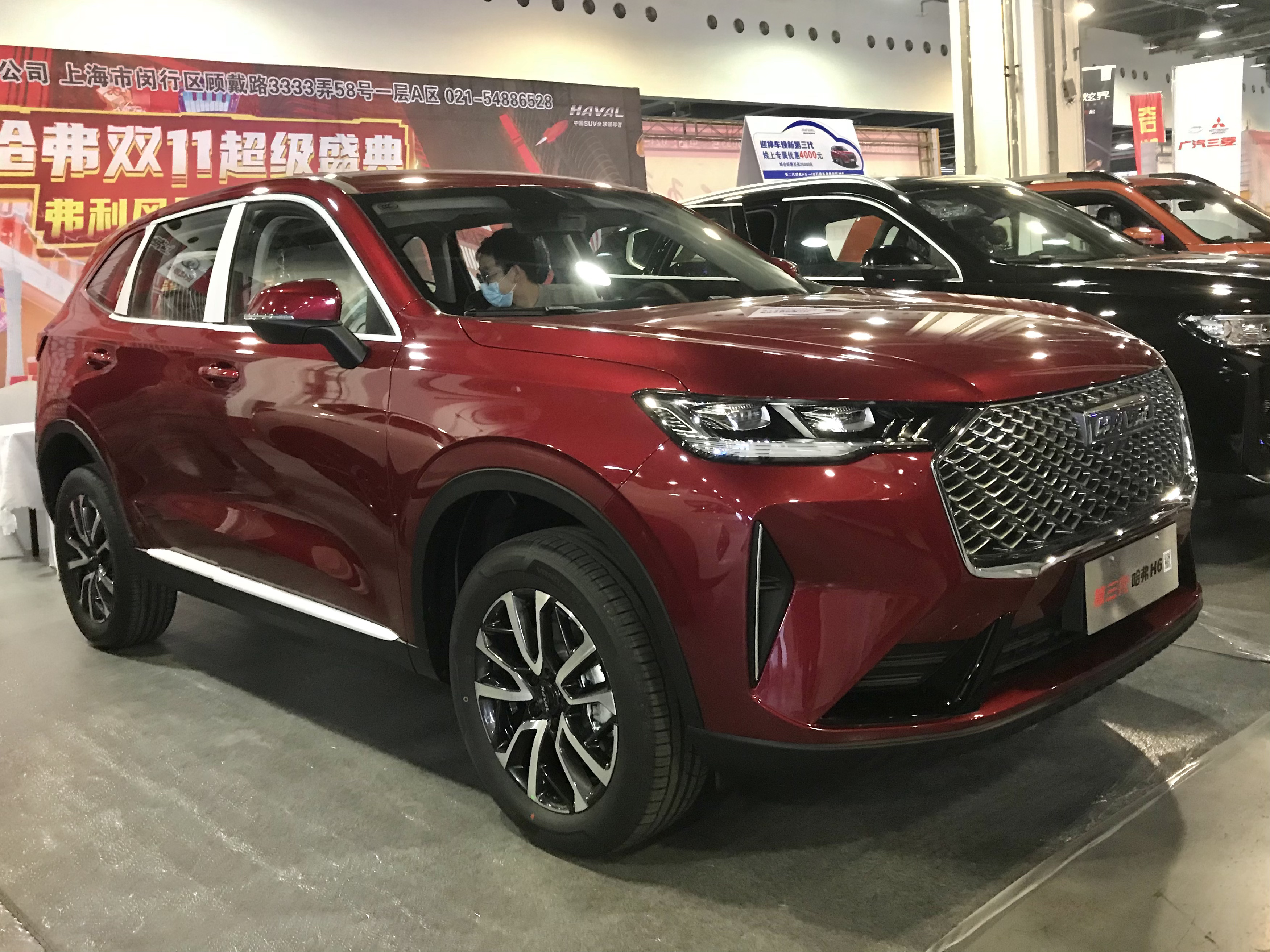
Третье поколение. Спереди.

Haval H6 (Хавэйл Н6) – передне- или полноприводной кроссовер класса «К2». Третье поколение модели.
Кроссовер Haval H6 третьей генерации стал одним из первых автомобилей, построенных на модульной платформе бренда Great Wall под названием L.E.M.O.N. Что позволило не только сократить массу автомобиля при увеличении жёсткости кузова (по сравнению с предыдущими моделями), но ещё и оснастить кроссовер обширным рядом электронных помощников.
Сохранив некую преемственность во внешнем виде за счёт головной оптики, примыкающей вплотную к решётке, автомобиль всё же стал выглядеть более выдержано. В первую очередь за счёт изменённых пропорций (увеличилась не только общая длина, но и колёсная база), во-вторых, за счёт массивной решётки с плетёным узором, а в-третьих, за счёт более органично прорисованной теперь кормы, которую визуальной расширяет оптика, объединённая диодной перемычкой.
Внутри же H6 преобразился полностью: простые прямые линии, положенные здесь в основу организации интерьера, контрастируют с изогнутыми, присущими предыдущей генерации.
Отличительными чертами салона H6 являются двухуровневая передняя панель со спрятанными в переход между уровнями дефлекторами, вертикальный дисплей мультимедиа-системы (10.25 либо 12.3 дюйма), цифровая панель приборов без козырька (10.25 дюйма), а также поворотная шайба вместо селектора коробки передач на горизонтальном центральном тоннеле (под которым прячется массивная ниша).

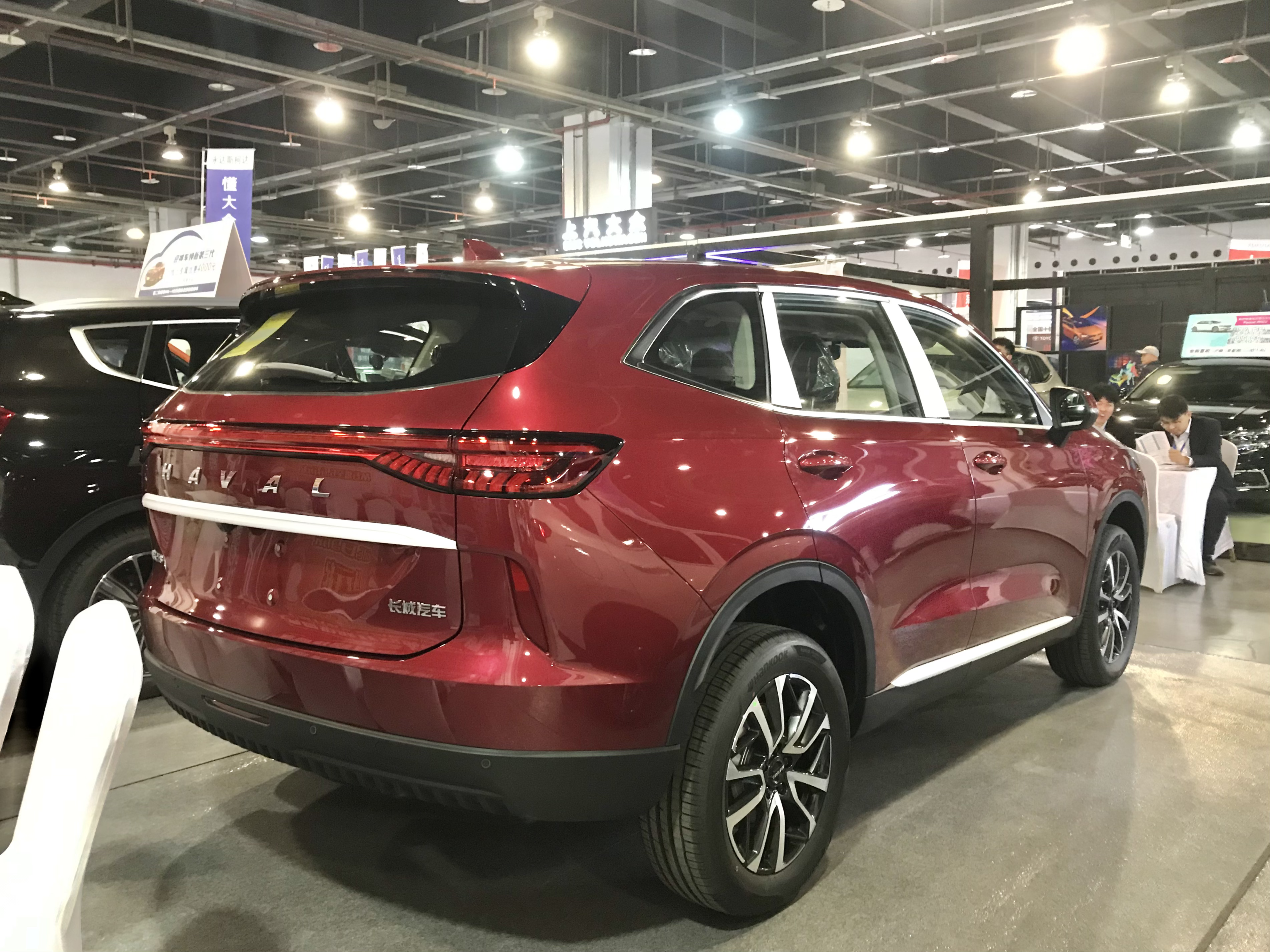
Третье поколение. Сзади.

Второй ряд предлагает пассажирам подлокотник, дефлекторы обдува и USB, а также подогрев (кроме версий в базовом исполнении). В походном состоянии объём багажника равен 580 л, если сложить спинку дивана (складывается в пропорции 60:40), получится 1800 л с ровной погрузочной площадкой.
Мотор комплектуется семиступенчатым «роботом» с двумя сцеплениями мокрого типа, привод – как передний, так и полный (муфта Haldex может передавать до 50 % крутящего момента на задние колёса). На китайском же рынке доступны и версии с 1.5-литровым бензиновым турбомотором на 169 л. с. и 285 Нм.
Вернувшись к упомянутым вначале электронным системам, стоит отметить, что для кроссовера доступны адаптивный круиз-контроль с функцией движения в пробках и автоматическим экстренным торможением, система удержания в полосе, система распознавания дорожных знаков и датчики слепых зон, а также торможение перед препятствием при движении задним ходом.
Что же касается оснащения, обеспечивающего удобство и комфорт, то кроссовер предлагает камеры кругового обзора, двухзонный климат-контроль, подогрев и вентиляцию передних кресел и подогрев заднего ряда, мультимедиа с интеграцией Apple CarPlay и Android Auto, беспроводную зарядку для смартфона, а также аудиосистему на восемь динамиков.
Весной 2024 года представлен рестайлинг - изменилась решетка радиатора, бамперы, спереди появились вертикальные ходовые огни, а между задними фонарями больше нет перемычки.